# 猫砂

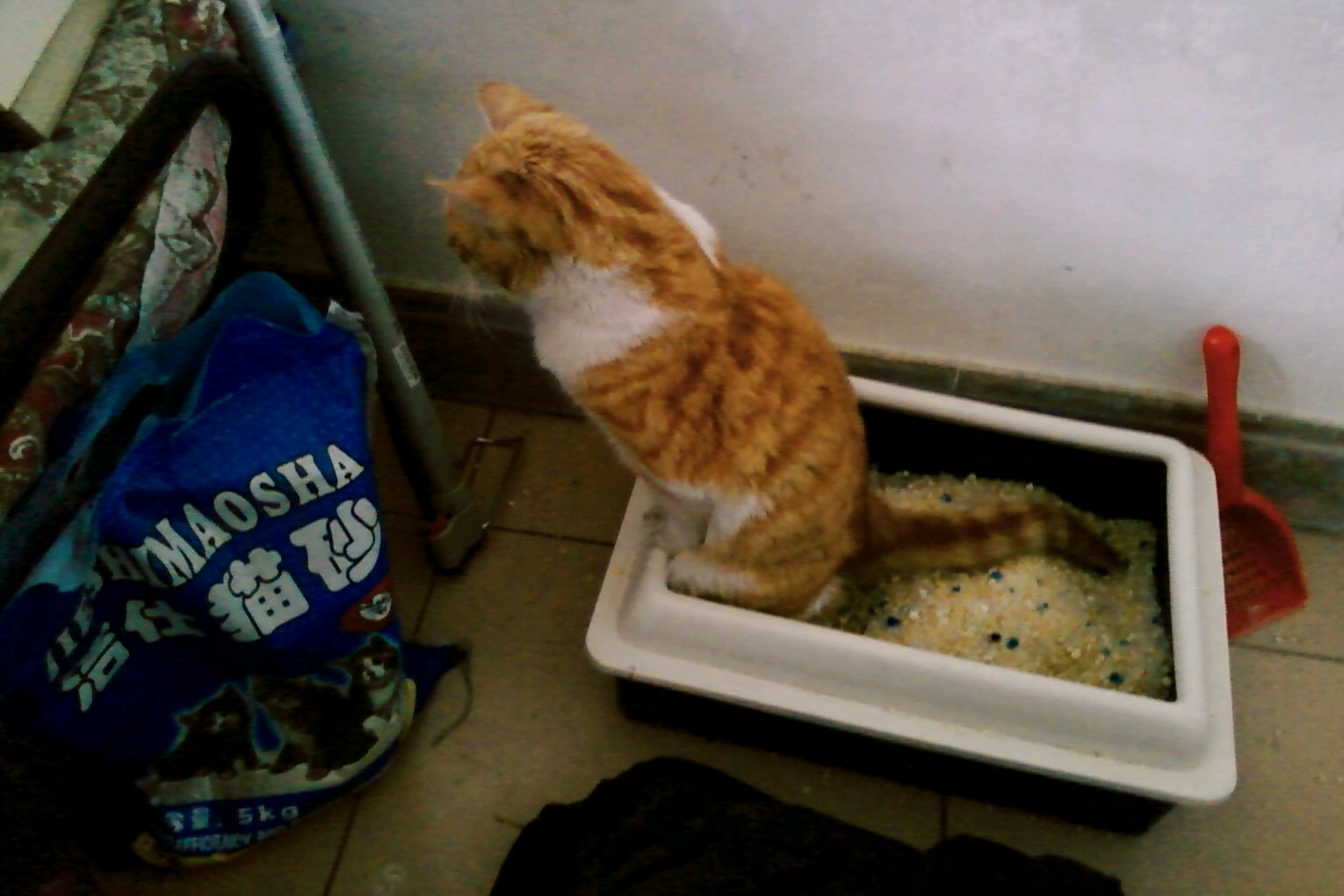
正使用猫砂的猫，右侧红色的小铲子为猫砂铲（照片摄于中国）

貓砂（英語：Kitty litter）是由美國人愛德華·羅威於1947年發明來掩埋、吸附貓糞便和尿液的物品，供是飼養貓為寵物的主人用，除了貓以外，兔子、雪貂、小型豬或是比格犬和吉娃娃等小型犬也能自發地或通過訓練來使用貓砂。

## 歷史
許多飼主不讓寵物在室外逗留，擔心寵物會在室外發生危險，諸如天氣、野生動植物或交通等都可能損害寵物的健康（室內貓的平均壽命比室外貓長10年）。貓砂可以使寵物有效的規避這些室外危險。
在野外，貓會本能地在柔性或沙質的土壤中排泄，以便掩蓋氣味，它們會用爪子向後掃動覆蓋糞便。為了激發這種本能，貓砂一般製成一英寸（2.5厘米）或更長的長度。貓砂通常是一種鬆散的粒狀材料，可吸收水分和異味（比如氨），一般會與貓砂盆（或稱貓廁所）一并使用，將適量的貓砂倒於貓砂盆內，受過訓練的貓當需要排泄時便會走進貓砂盆內排泄於其上面。一些貓砂品牌含有小蘇打以吸收異味。貓砂的材質要滿足貓本能的挖掘慾望。最常見的材料是粘土，儘管也有用再生紙丸和基於二氧化硅的“晶體”貓砂。有時，當主人希望刺激貓的本能時，也會使用天然泥土。

## 分類
市面上的貓砂多為粒狀，常用的包括有土砂、礦砂、紙砂、水晶砂、豆腐砂、木砂、小麥砂等等。
貓砂在美國是一個價值20億美元的產業，每年消耗50億磅（226.8萬噸）的礦用粘土。

### 不結塊的傳統貓砂
美國最早的市售貓砂是1947年上市Kitty Litter品牌，由愛德華·羅威銷售。這是第一次在貓砂盆以富勒土的形式使用粘土。而在這之前使用的主要是沙子、紙、木屑一類的材料。粘土的吸水性比沙子高得多，這種貓砂被製成大顆粒或塊狀的粘土，因此不太可能從貓砂盆中溢出。品牌名稱Kitty Litter已成為通用商標。如今，可以在各種零售商店中以較低的價格購買貓砂。因為常規的粘土貓砂較貴，因此通常用較便宜含有粘土用於清潔溢油的吸油劑當作替代品。不結塊的貓砂通常由沸石、硅藻土和海泡石製成。

### 結塊貓砂
傳統的粘土貓砂像灰燼和沙子一樣必須經常更換，因此清潔貓砂盆是很繁瑣的工作。生物化學家和愛貓人托馬斯·納爾遜（英語：Thomas Nelson）感到傳統貓砂的使用不便，因此於1980年代初開始研究替代性粘土配方。他觀察到膨潤土的黏土在潮濕的情況下會結塊，可以將廢物分離以方便剷出遭汙染的貓砂，留下乾淨的貓砂。
結塊貓砂通常包含石英或矽藻土，有時稱為矽藻土二氧化硅，但與硅膠貓砂不同。由於結塊的影響，製造商通常會標明不要將結塊的貓砂垃圾衝入馬桶，因為這樣可能會堵塞馬桶。
膨潤土貓砂與傳統的粘土貓砂一樣，具有隔離尿液和附著尿液降解產生的氮化物的能力，因此具有一定的除臭功能。結塊的貓砂是天然產品。但是也可能包含天然存在的結晶二氧化硅或二氧化硅粉塵，二氧化矽可能導致塵肺症、矽肺症、氣喘、心臟病、腎臟病甚至肺癌。

### 可分解貓砂
可生物分解的貓砂由多種植物材料製成，包括松木顆粒，再生報紙，成塊的木屑，巴西木薯，玉米，小麥，核桃，大麥，大豆漿和乾橙皮。
每年僅在美國就有超過200萬噸的貓砂或大約100,000卡車載貨量被填埋。有環保意識的寵物主人，會偏好使用可生物分解的貓砂。也有些貓主人由於可沖入馬桶或優秀的除臭性等優點而使用生物分解貓砂。使用某些可生物分解的貓砂會使粉塵減少，減少貓發生哮喘的風險。
動物或家禽飼料也可以提供更便宜的可分解貓砂替代品。

### 硅膠貓砂

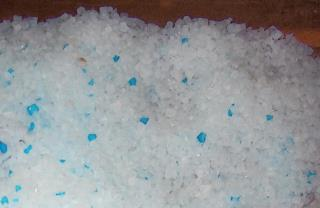
硅膠貓砂

矽膠貓砂，通常被稱為“結晶貓砂”，是的多孔顆粒形式的二氧化硅，具有所有貓砂類型中最高的吸收能力，並且具有用於相對於其他貓砂類型更好的除濕、除臭能力。
相對於其他種類的貓砂，硅膠貓砂通常擁有更高的使用效率。